# International Newspaper Color Quality Club
Der International Newspaper Color Quality Club (INCQC) ist ein Druckqualitätswettbewerb für Zeitungen und wird seit 1994 alle zwei Jahre durch den Weltverband der Zeitungen und Nachrichtenmedien WAN-IFRA ausgerichtet. Bis 2008 wurde der Wettbewerb mit der Newspaper Association of America (NAA) und unterstützt durch die einstige Pacific Area Newspaper Publishers Association (PANPA) durchgeführt. Erfolgreiche Teilnehmer erwerben die Club-Mitgliedschaft für zwei Jahre.

## Beschreibung
Seit 1998 bewerben sich weltweit durchschnittlich 175 Zeitungstitel um die Mitgliedschaft. Das Ziel ist die Verbesserung der Reproduktions- und Druckqualität in der Tagesproduktion entsprechend der Norm DIN/ISO 12647‑3:2013 für den Zeitungsdruck. Dies dient neben der Zufriedenheit der Leser vor allem den Anforderungen der Inserenten. Dabei werden in einem dreimonatigen Auswertungszeitraum eine Reihe von speziellen Kontrollelementen oder auch vorbereitete Testbilder, redaktionelle Nachrichtenbilder oder spezielle Anzeigen in der Tagesproduktion gedruckt und anschließend von WAN-IFRA farbmetrisch vermessen bzw. visuell ausgewertet. Die Begutachtung erfolgt durch eine Fachjury.

## QUIZ-Zertifizierung
Des Weiteren zertifiziert WAN-IFRA seit 2005 weltweit Zeitungsdruckereien nach standardisierter Druckproduktion (ISO 12647‑3, ISO 12647‑1, ISO 3664, ISO 5‑3, ISO 5‑4, ISO 2846‑2 und ISO 12635) entsprechend der im Jahr 2000 gemeinsam mit dem bvdm und der Zeitungs Marketing Gesellschaft (ZMG) gestarteten Qualitätsinitiative Zeitungsdruck (QUIZ). Dieser Standard stellt ein drucktechnisch bestmöglich hergestelltes Produkt sicher.

## WAN-IFRA Star Club
Zeitungsdruckereien werden darüber hinaus bei mehrmaliger Mitgliedschaft im INCQC und optionaler QUIZ-Zertifizierung als Zeichen für dauerhaft herausragende drucktechnische Qualität in den WAN-IFRA Star Club aufgenommen.